# Relações entre Argélia e Brasil
As relações entre Argélia e Brasil são as relações bilaterais entre o Estado da Argélia e o do Brasil. Ambos países são membros do Grupo dos 15, Grupo dos 24, Grupo dos 77 e das Nações Unidas. Argélia e Brasil mantêm uma relação, em geral, amigável e são importantes parceiros comerciais.

## Histórico

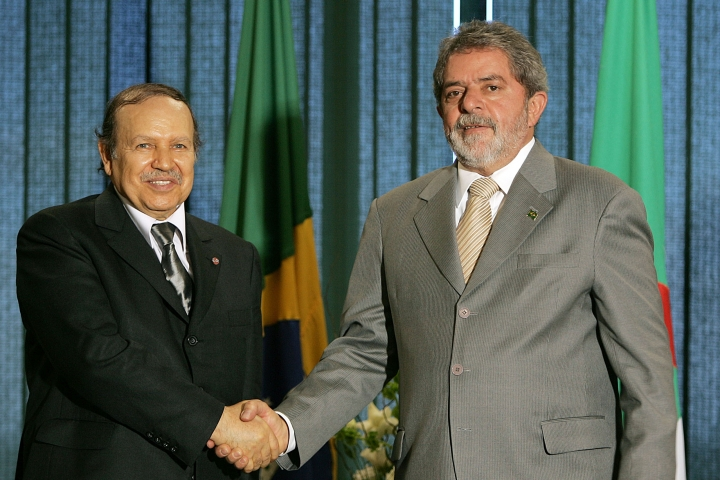
O presidente argelino Abdelaziz Bouteflika e o presidente brasileiro Luiz Inácio Lula da Silva apertam a mão em Brasília, em 2005.

O Brasil reconheceu e estabeleceu relações diplomáticas com a Argélia após sua independência da França em 1962. O Brasil abriu uma embaixada no bairro El-Biar, na cidade de Argel, em 1963. O prédio da chancelaria foi construído por uma empresa brasileira de construção civil.
Durante a ditadura militar no Brasil (1964-1985), vários brasileiros buscaram asilo político na Argélia. Após a queda da ditadura militar, a maioria dos brasileiros retornou ao seu país.
O Brasil estabeleceu um vínculo permanente com a Argélia por meio do trabalho do arquiteto brasileiro Oscar Nimeyer. Niemeyer trabalhou entre 1968 a 1978 para o então presidente Houari Boumédiène e dedicou-se a projetos na Universidade de Constantino e na Universidade de Ciência e Tecnologia Houari Boumediene, além de construir um centro esportivo. Sua arquitetura não estava a serviço das elites políticas ou religiosas, mas aos estudantes. O trabalho de Niemeyer na Argélia ajudou a criar um sentimento de respeito entre os dois países e reforçou a admiração mútua entre os dois povos.
No ano de 1981, o ministro das Finanças da Argélia, M´hamed Yalá, visitou o Brasil, além de ocorrer a assinatura de acordos de cooperação técnica, comércio e da criação da Comissão Mista Brasileiro-Argelina para a Cooperação Econômica, Comercial, Científica, Tecnológica, Técnica e Cultural.
Em novembro de 1983, o presidente brasileiro João Figueiredo fez uma visita à Argélia, ao passo que, em 1985, o presidente da Argélia Chadli Bendjedid visitou o solo brasileiro.
Em 2005, o presidente argelino Abdelaziz Bouteflika fez uma visita ao Brasil e se encontrou com o presidente Luiz Inácio Lula da Silva. Nesse ano, a Argélia exportou ao Brasil o equivalente a 2,8 milhões de dólares americanos, sobretudo petróleo.
Em 2006, Lula visitou a Argélia por dois dias, com o objetivo de aumentar suas exportações.
Já em 2018, confeccionou se o acordo de cooperação em defesa e do memorando de entendimento para cooperação entre academias diplomáticas entre ambos países.
Em 2023, o presidente da Assembleia Popular Nacional da Argélia (APN), Brahim Boughali, compareceu a posse do Presidente Luiz Inácio Lula da Silva.

## Trocas comerciais
Argélia é o pais africano com maior parceria comercial com Brasil, e o terceiro maior do mundo arábe. Em 2024, o Brasil exportou cerca de 2,3 bilhão de dólares americanos para a Argélia. As principais exportações da Argélia para o Brasil incluem: açúcar de cana, milho, soja e carnes.

## Missões diplomáticas residentes
- Argélia possui uma embaixada em Brasília;[4]
- Brasil possui uma embaixada em Argel.[4]